# Trần Minh Toàn
Trần Minh Toàn (sinh ngày 21 tháng 1 năm 1996) là một cầu thủ bóng đá chuyên nghiệp người Việt Nam thi đấu ở vị trí thủ môn cho câu lạc bộ V.League 1 Becamex Bình Dương.

## Thời niên thiếu
Sinh ra trong một gia đình không có truyền thống thể thao, Trần Minh Toàn đã trở thành một chân sút nổi bật trong các giải bóng đá thiếu nhi ở địa phương. Vào năm lớp 9, khi cùng đội bóng địa phương tham dự Hội khoẻ Phù Đổng cấp tỉnh, Minh Toàn đã được điều chuyển xuống trấn giữ cầu môn trong một trận đấu mà thủ môn chính của đội thi đấu không thành công. Màn trình diễn vượt ngoài mong đợi của Toàn đã giúp anh được nhận vào đội U-15 Tây Ninh, và chuyển hẳn sang vai trò thủ môn kể từ đó.

## Sự nghiệp câu lạc bộ
Năm 17 tuổi, Trần Mình Toàn được đưa lên đội một của câu lạc bộ Tây Ninh. Anh được Thành phố Hồ Chí Minh mượn để tham dự giải U-21 Quốc gia năm 2015 và giành huy chương đồng chung cuộc.
Năm 2016, sau nửa năm không thi đấu để tiến hành phẫu thuật cắt bỏ một phần lá lách, Minh Toàn trở lại trong màu áo của câu lạc bộ Đồng Tháp tại giải U-21 Quốc gia, trước khi được trao một suất bắt chính tại giải hạng Nhất mùa bóng 2017.
Năm 2020, Toàn chuyển đến câu lạc bộ V.League 1 Sài Gòn nhưng gần như không có cơ hội ra sân, đội bóng sau đó cũng đi đến quyết định giải thể.
Trước mùa giải 2023, Toàn trở thành cầu thủ mới của Becamex Bình Dương. Anh có trận đấu ra mắt tại V.League 1 vào ngày 4 tháng 2 khi đội bóng của anh hòa 2–2 trước câu lạc bộ Hải Phòng.

## Sự nghiệp quốc tế
Trần Minh Toàn đã đại diện cho Việt Nam tham dự các giải đấu quốc tế ở cấp độ trẻ. Anh là thành viên của đội tuyển bóng đá U-19 Việt Nam tham dự giải U-22 Đông Nam Á, Giải vô địch U-19 Đông Nam Á và Giải vô địch U-19 châu Á năm 2014. Năm 2015, Minh Toàn được triệu tập vào đội tuyển U-23 Việt Nam chuẩn bị tham dự SEA Games 28, nhưng không góp mặt trong danh sách cuối cùng.
Vào tháng 6 năm 2023, Toàn lần đầu tiên được triệu tập vào đội tuyển quốc gia Việt Nam.